# Abraham O. Woodruff
Abraham Owen Woodruff (ur. 23 listopada 1872 w Salt Lake City, zm. 20 czerwca 1904 w El Paso) – amerykański przywódca religijny (mormoński) i misjonarz.

## Życiorys
Urodził się w Salt Lake City, stolicy ówczesnego Terytorium Utah, jako syn Wilforda Woodruffa oraz jednej z jego żon, Emmy Smith. Jego życie od najmłodszych lat splotło się z Kościołem, którego był członkiem. Był świadkiem naocznym pogrzebu Brighama Younga, drugiego prezydenta wspólnoty. Matka uniosła go podczas tejże uroczystości, tak by mógł ujrzeć spoczywające w trumnie ciało przywódcy. Od dziecka wyróżniał się przedsiębiorczością. Kieszonkowe zdobywał pierwotnie sprzedając zebraną rukiew wodną, następnie zaś wypasając bydło. Kształcił się w Deseret School oraz w LDS College. Został następnie zatrudniony w Zion’s Savings Bank. W 1893 opuścił kraj, podejmując służbę misyjną. Został przydzielony do misji szwajcarsko-niemieckiej. Początkowo wahał się czy podjąć ten tradycyjnie wówczas nakładany przede wszystkim na młodych mężczyzn obowiązek. Przyczyną wahania był zaawansowany wiek ojca. Uległ, między innymi właśnie dzięki namowom i zachętom Wilforda Woodruffa. Jako misjonarz posługiwał w prezydium gminy Kościoła w Dreźnie.
7 października 1897 został włączony w skład Kworum Dwunastu Apostołów. Tym samym, podobnie jak inni członkowie tego gremium, był uznawany przez wiernych za proroka, widzącego i objawiciela. Odpowiadał za nadzór nad sponsorowaną przez Kościół kolonizacją stanu Wyoming, będąc jednocześnie przywódcą duchowym świętych w dniach ostatnich zamieszkujących ten obszar. W 1904 odwiedził obszary zasiedlone przez członków Kościoła w Meksyku. Zaraził się ospą od swej żony. Zmarł krótko później w teksańskim El Paso.
Początkowo wspierał Partię Demokratyczną, później zaś, od 1899, Partię Republikańską. Jako członek jednego z najwyższych kworów kapłańskich w mormońskiej hierarchii miał też swój udział w kierowaniu rozległą siecią przedsiębiorstw albo należących do Kościoła albo bardzo ściśle z nim powiązanych. Zasiadał zatem chociażby we władzach Deseret & Salt Lake Agricultural & Manufacturing Canal Company (1901–1904), Inland Crystal Salt Company (1898–1904), Lewiston Sugar Company (1903–1904), Logan Knitting Factory (1902–1904), Wood River Live Stock Company (1901–1903) czy Zion’s Marble and Onyx Company (1897–1902).